# L’Abergement VD
| VD ist das Kürzel für den Kanton Waadt in der Schweiz. Es wird verwendet, um Verwechslungen mit anderen Einträgen des Namens L’Abergement zu vermeiden. |

L’Abergement ([labɛʀʒəmɑ̃], im einheimischen frankoprovenzalischen Dialekt [labɛrʣəˈmɛ̃]) ist eine politische Gemeinde im Distrikt Jura-Nord vaudois des Kantons Waadt in der Schweiz.

## Geographie
L’Abergement liegt auf 655 m ü. M., 12 km westsüdwestlich der Bezirkshauptstadt Yverdon-les-Bains (Luftlinie). Das Bauerndorf erstreckt sich auf dem Jurafussplateau zwischen der Orbeebene und der ersten Jurakette.
Die Fläche des 5,7 km² grossen Gemeindegebiets umfasst einen Abschnitt des Waadtländer Juras. Der Gemeindeboden erstreckt sich vom Jurafussplateau westwärts über den steilen Hang bis auf den Kamm des Suchet, an dessen Südhang mit 1460 m ü. M. der höchste Punkt von L’Abergement erreicht wird. Hier befinden sich ausgedehnte Jurahochweiden mit den typischen mächtigen Fichten, die entweder einzeln oder in Gruppen stehen. Ein schmaler Zipfel reicht in das Einzugsgebiet der Jougnena westlich des Suchet. Von der Gemeindefläche entfielen 1997 5 % auf Siedlungen, 55 % auf Wald und Gehölze und 40 % auf Landwirtschaft.
Zu L’Abergement gehören der Weiler Vailloud (749 m ü. M.) am unteren Hang des Suchet sowie einige Einzelhöfe auf den Jurahöhen. Nachbargemeinden von L’Abergement sind Baulmes, Rances, Sergey, Les Clées und Lignerolle im Kanton Waadt sowie Jougne im angrenzenden Frankreich.

## Bevölkerung
Mit 268 Einwohnern (Stand 31. Dezember 2023) gehört L’Abergement zu den kleinen Gemeinden des Kantons Waadt. Von den Bewohnern sind 96,6 % französischsprachig, 2,1 % deutschsprachig und 0,4 % italienischsprachig (Stand 2000). Die Bevölkerungszahl von L’Abergement belief sich 1850 auf 318 Einwohner, 1900 auf 227 Einwohner. Ein weiterer Bevölkerungsrückgang erfolgte bis 1980 (146 Einwohner). Seither wurde wieder eine steigende Tendenz beobachtet.

## Wirtschaft
L’Abergement ist noch heute ein landwirtschaftlich geprägtes Dorf, wobei am Jurafuss der Ackerbau, auf den Hochlagen Viehzucht und Milchwirtschaft überwiegen. Weitere Arbeitsplätze gibt es in einer Sägerei und im lokalen Kleingewerbe. In den letzten Jahren hat sich L’Abergement zu einer Wohngemeinde entwickelt. Viele Erwerbstätige sind deshalb Wegpendler, die in Orbe oder Yverdon arbeiten.

## Verkehr
Die Gemeinde liegt abseits der grösseren Durchgangsstrassen an der Kantonsstrasse von Lignerolle nach Baulmes. L’Abergement ist durch einen Postautokurs, der von Orbe nach Vallorbe verkehrt, an das Netz des öffentlichen Verkehrs angeschlossen.

## Geschichte
Seit dem Mittelalter unterstand L’Abergement der Herrschaft Les Clées. Mit der Eroberung der Waadt durch Bern im Jahr 1536 kam L’Abergement zur Kastlanei Les Clées, welche der Landvogtei Yverdon unterstellt war. Nach dem Zusammenbruch des Ancien Régime gehörte das Dorf von 1798 bis 1803 während der Helvetik zum Kanton Léman, der anschliessend mit der Inkraftsetzung der Mediationsverfassung im Kanton Waadt aufging. Danach wurde es dem Bezirk Orbe zugeteilt.

## Sehenswürdigkeiten
Die Pfarrkirche von L’Abergement wurde 1902 erbaut. Sie besitzt Glasgemälde des Künstlers Eugène Grasset, die eigentlich für die Kathedrale von Lausanne entworfen worden waren. Im Ortskern sind einige charakteristische Bauernhäuser aus dem 17. bis 19. Jahrhundert erhalten.